# ロイ・カー
ロイ・パトリック・カー（Roy Patrick Kerr, CNZM, FRSNZ, 1934年5月16日 - ）は、ニュージーランド出身の数学者、物理数学者。

## 来歴
カンタベリー地方Kurow出身。クライストチャーチの名門セント・アンドリューズ・カレッジ在校時より数学に特段の才能を発揮した。1950年の奨学金審査試験では試験時間を間違え、600点満点中298点と半分の成績しか残せなかったが、特例で奨学金が給付されニュージーランド大学カンタベリー・カレッジ（現・カンタベリー大学）へ進学した。
大学では初年度から飛び級で3年次に在籍。大学の規定により20歳の誕生日を過ぎるまで卒業が認められなかったため、ビリヤードとボクシングに熱中し、大学代表のライトウェルター級選手として試合に出場した。当時、カンタベリー・カレッジに在籍していたケンブリッジ大学出身の数学者のウォルター・ウォリック・ソーヤーは、ボクシングの怪我でカーの脳が損傷することを心配したという。大学2年次に修士課程を修了し、理学修士の学位を取得した。
1955年、アーサー・シムズ連合王国奨学生として渡英。ケンブリッジ大学トリニティ・カレッジ博士課程へ進学し、1960年にPh.D.を取得した。トリニティ・カレッジでは一般相対性理論を研究したが、指導教授の専門が素粒子物理学であったため、研究領域が合わず苦労したと回顧録を残している。
トリニティー・カレッジで学位取得後は、博士研究員としてシラキューズ大学へ着任。当時のシラキューズ大学にはアインシュタインの元同僚であるピーター・バーグマン博士が教授として在籍しており、バーグマンに知遇を得る。シラキューズ大学のジョシュア・ゴールドバーグ博士の紹介でアメリカ空軍ライト・パターソン空軍基地へ移籍。アメリカ空軍・航空学研究室一般相対論部門研究員として反重力の研究に従事した。その後、アルフレッド・シュルト博士の紹介でテキサス大学オースティン校へ移籍。1963年に一般相対性理論におけるアインシュタイン方程式の解の1つを発見しカー解と名付けられる。1965年には物理学者のエズラ・ニューマンらと共にカー・ニューマン解を発見し、宇宙物理学の発展に大きな貢献を残した。1960年から1975年にかけブラックホールの解明につながる多くの発見があったことから“ブラックホール黄金時代”と呼ばれ、この時代の中心人物である。
1963年から1967年までテキサス大学オースティン校准教授、1967年から1971年までテキサス大学オースティン校教授を務めた。1971年にニュージーランドへ帰国し、母校のカンタベリー大学理学部数学・統計学科教授に就任。1983年から1993年までカンタベリー大学理学部長、1991年から1993年までハンガリー原子力研究所(KFKI)国際部長を兼任し1993年に学術界から引退した。同年、カンタベリー大学名誉教授の称号を得る。2016年に、クラフォード賞（天文学賞）を受賞し、同年、カンタベリー大学では3人目、最高位の称号となる特別教授の称号を授与された。
現在はニュージーランド王立協会フェロー、カンタベリー大学特別教授、相対論的天体物理学国際センター（I.C.R.A.Network）招聘教授、I.C.R.A. Networks エフゲニー・ミハイロヴィッチ・リフシッツ学術院長の職位にある。2019年王立協会フェロー選出。

## 受賞歴
- 1982年 - ニュージーランド王立協会ヘクター・メダル（最優秀理化学賞）
- 1984年 - ロンドン王立協会ヒューズ・メダル（物理学賞）
- 1993年 - ニュージーランド王立学士院ラザフォード・メダル（最高賞）
- 2006年 - マルセル・グロスマン賞
- 2013年 - アルベルト・アインシュタイン・メダル
- 2016年 - クラフォード賞（天文学賞）
- 2020年 - オスカル・クラインメダル
- 2025年 - ディラック・メダル(ICTP)